# Besant
Pour les articles homonymes, voir Besant (homonymie) et Besan.

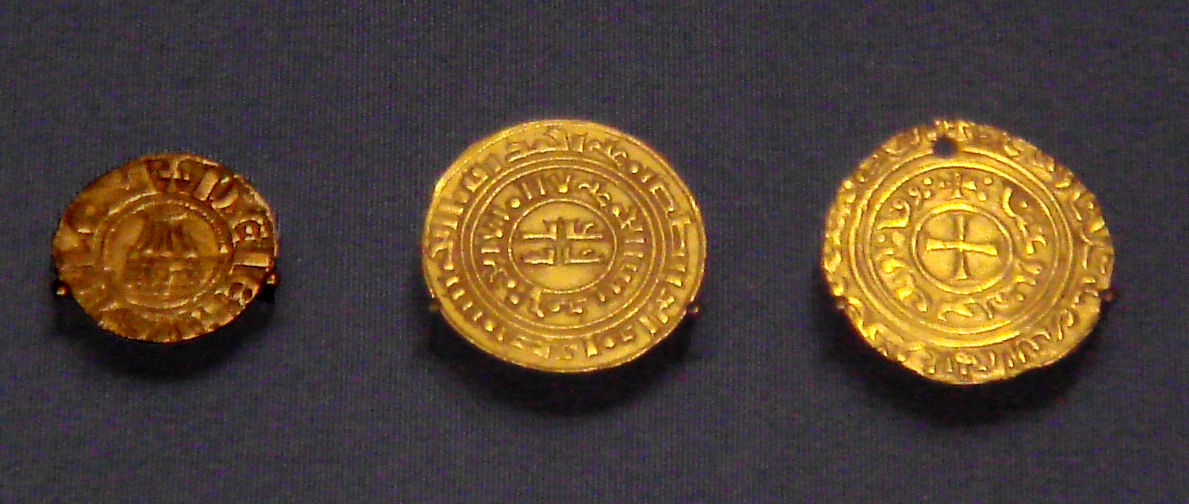
Pièces de monnaie des croisés du Royaume de Jérusalem.

Le besant, bezant ou besan est une pièce de monnaie byzantine d'or ou d'argent. Le terme était souvent employé en Occident (« besant d'or ») pour désigner le solidus, sou d'or de 4,48 grammes, appelé aussi hyperpère ou hyperpérion. Besant est l’abréviation de Byzantius nummus, c’est-à-dire « monnaie de Byzance ».
Au xiiie siècle le besant était dévalué. Georges Pachymère dit que de 1222 à 1258 le titre n'était plus que de 2/3 d'or fin, et qu'il a encore diminué ensuite. En 1298, dans son évaluation de la valeur des billets de papier-monnaie en Chine, Marco Polo semble l'égaler à la valeur du tael d'argent pesant environ 37,5 g.
La rançon que saint Louis, fait prisonnier en Égypte lors de la septième croisade, a dû verser pour sa libération, ainsi que celle de ses deux frères, fut de 400 000 besants d'or, à une époque où le besant était dévalué. Cette somme fut réunie et versée par l'ordre du Temple.
Par extension, le terme est utilisé en orfèvrerie pour désigner un disque de métal, d'or ou d'argent entrant dans la composition d'un écu de moins de huit besants, nommé « tourteau ». Il est également utilisé en héraldique, où besant et tourteau constituent un type de figuration représentant un disque de petite taille. Enfin, en architecture de style roman, le besant est un disque saillant sculpté sur un bandeau ou une archivolte.